# Frederick Weld
Sir Frederick Weld, né le 9 mai 1823 à Bridport et mort le 20 juillet 1891 à Chideock, est un homme d'État britannique, sixième Premier ministre de Nouvelle-Zélande du 24 novembre 1864 au 16 octobre 1865. Il est également gouverneur d'Australie-Occidentale, de Tasmanie et des Établissements des détroits.

## Biographie

### Origines et jeunesse
Issu d'une famille de propriétaires fonciers catholiques du Dorset dans le sud-ouest de l'Angleterre, il est le petit-fils du 6e baron Clifford de Chudleigh, son grand-père maternel. Il naît et grandit dans le manoir familial à Bridport. Après sa scolarité dans l'internat jésuite Stonyhurst College (fondé et financé par son grand-père paternel), il est un jeune homme « doux et timide, à la santé fragile, aimant la littérature, la musique et la peinture ». Il étudie la philosophie, la chimie, les langues et le droit à l'université de Fribourg en Suisse, où son tuteur le convainc de ne pas se lancer dans une carrière dans l'armée.
Suivant l'example de son cousin Charles Clifford, il émigre en 1843 en Nouvelle-Zélande, devenue une colonie de l'Empire britannique seulement trois ans plus tôt. Prenant goût à l'aventure que constitue une jeune colonie en pleine création, il forme un partenariat commercial avec Charles Clifford et s'initie à l'élevage ovin. Il explore, parcourt et peint le nord de l'Île du Sud, et y crée un chemin qui raccourcit la durée des voyages entre les villes de Nelson et de Christchurch ; il explore également l'intérieur des terres de l'Île du Nord.

### Entrée en politique

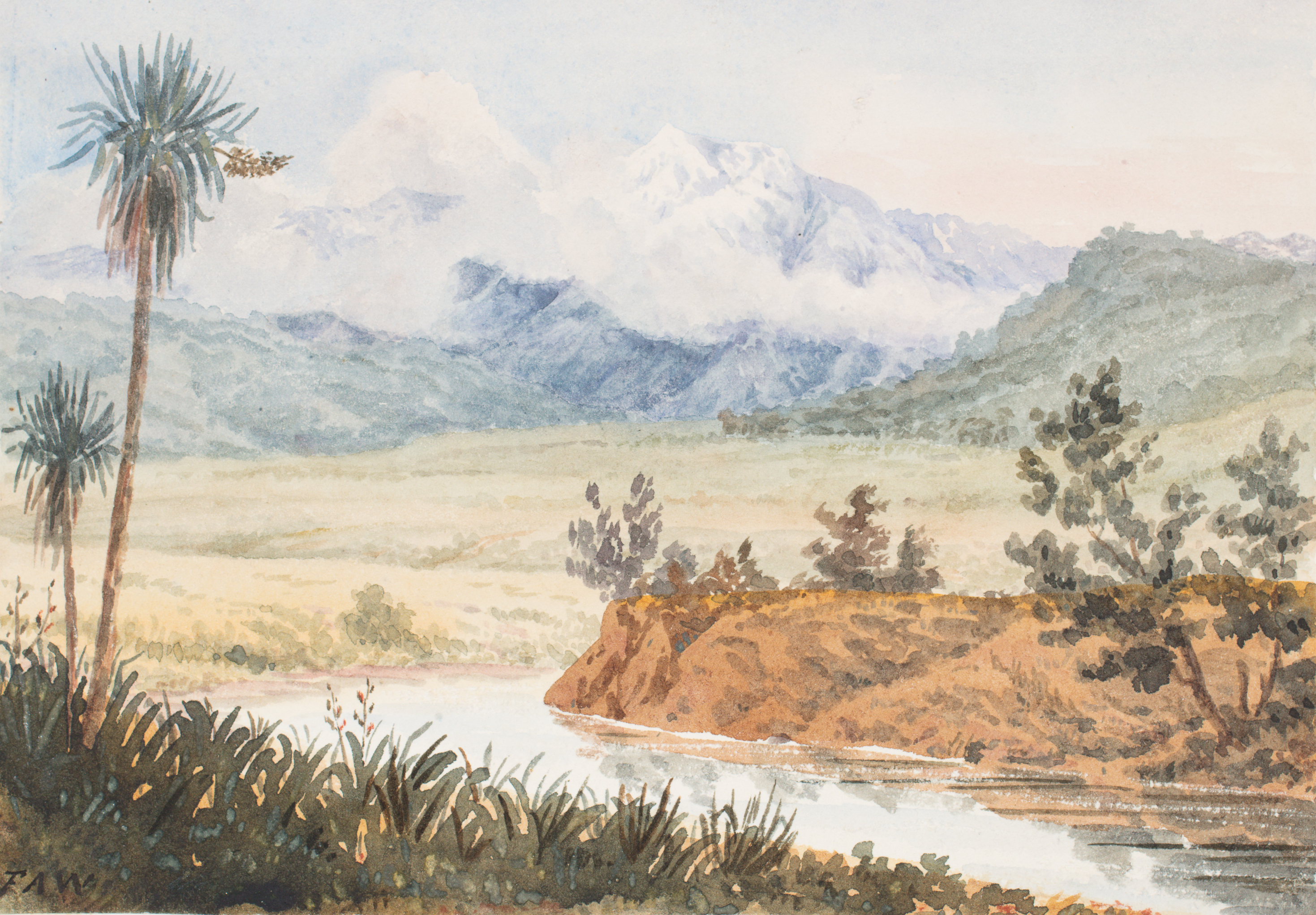
Peinture aquarelle réalisée par Frederick Weld en 1861.

Les deux hommes adhèrent à l'Association constitutionnelle des Colons de Wellington, qui milite pour le droit à l'autonomie politique des colons. Celle-ci est accordée par le Royaume-Uni en 1852, et Frederick Weld se présente 
dans la circonscription de Wairau pour les premières élections législatives de Nouvelle-Zélande, en 1853. Seul candidat dans sa circonscription, il entre à la Chambre des représentants de Nouvelle-Zélande.
Tandis que son cousin Charles Clifford devient le premier président de la Chambre, Frederick Weld forme un conseil exécutif informel avec James FitzGerald et Henry Sewell, pour tenter sans succès d'établir par état de fait un gouvernement responsable. Le gouverneur par intérim Robert Wynyard (en) les leur interdit, rappelant que le Royaume-Uni n'a pas accordé aux colons ce droit.
En 1855, il retourne au Royaume-Uni avec pour intention de s'engager dans l'armée pour la guerre de Crimée, mais il arrive trop tard. De retour en Nouvelle-Zélande, il redevient député de Wairau à l'occasion d'une élection partielle en juin 1858. Quelques mois plus tard, toutefois, il retourne une nouvelle fois en Angleterre pour s'y marier. Atteint du typhus, ce n'est qu'en février 1860 qu'il retrouve la Nouvelle-Zélande. Il est élu député de la circonscription de Cheviot aux élections législatives de 1861.

### Ministre
La Nouvelle-Zélande dispose désormais d'un gouvernement responsable, et le Premier ministre Edward Stafford le nomme ministre des Affaires indigènes. À cette fonction, Frederick Weld poursuit ce qu'il décrit comme l'« obligation douloureuse » du gouvernement de réprimer par la force le mouvement séparatiste maori dans la région du Taranaki ; ce sont les « guerres maories ». Il n'exerce cette fonction que quelques mois, le gouvernement Stafford perdant rapidement la confiance de la Chambre des représentants et devant démissionner.

### Premier ministre
En novembre 1864, sur proposition du gouverneur George Grey, Frederick Weld parvient à forger une majorité à la Chambre et devient Premier ministre de Nouvelle-Zélande. Accusant le gouvernement impérial à Londres d'avoir provoqué les tensions entre les colons et les Maoris, il refuse le financement par la Nouvelle-Zélande des opérations militaires britanniques contre les sécessionnistes maoris, et obtient le retrait des soldats envoyés par le Royaume-Uni, afin que la Nouvelle-Zélande gère ses propres affaires en matière de répression des rébellions maories. George Grey et lui s'entendent à ce sujet, tous deux souhaitant réduire l'ingérence de Londres. Frederick Weld organise une milice locale composée de colons et de Maoris fidèles à la Couronne, pour prendre le relai des forces impériales. Il fait confisquer des terres aux rebelles, et fait construire des routes à travers ces terres pour mieux y implanter l'autorité du gouvernement. Dans le même temps, pour apaiser les relations entre colons et Maoris, il fait adopter la loi Native Rights Act (loi des droits des Indigènes) en 1865 qui confirme la disposition de l'article 3 du traité de Waitangi de 1840 faisant des Maoris des citoyens britanniques à part entière, avec tous les droits afférents. Il établit par ailleurs la capitale à Wellington, et non plus à Auckland,,.
Confronté toutefois à ses propres problèmes de santé ainsi qu'au manque de fonds du gouvernement, aux relations conflictuelles entre son gouvernement et les autorités des provinces de Nouvelle-Zélande, et aux difficultés militaires des soldats néo-zélandais (colons et maoris) contre les rebelles maoris, il démissionne en octobre 1865.

### Gouverneur

#### Australie-Occidentale
Il quitte la Nouvelle-Zélande pour l'Angleterre en avril 1867. En décembre 1868 il est nommé gouverneur d'Australie-Occidentale ; il y arrive avec son épouse et leurs six enfants en septembre 1869. Prenant plaisir à découvrir ce territoire, il l'explore et parcourt durant ses six premiers mois quelque 2 000 kilomètres à cheval pour apprendre à le connaître. En 1871, avec un guide aborigène et deux autres colons, il explore les terres entre Perth et le cap Leeuwin où aucun colon n'avait encore pénétré.
Il fait poser quelques 1 500 kilomètres de lignes télégraphiques à travers la colonie et y initie les chantiers des premiers chemins de fer et des premières lignes de bateau à vapeur. En 1870, il reçoit une pétition de colons qui demandent un gouvernement responsable pour l'Australie-Occidentale, droit déjà accordé aux autres colonies britanniques en Australie. En raison du fait que l'Australie-Occidentale est restée une colonie pénitentiaire plus longtemps que les autres colonies en Australie, et qu'il y a donc une forte proportion d'anciens bagnards dans sa population, il rejette la pétition. Il accorde toutefois aux colons le droit d'élire une partie des membres du Conseil législatif de la colonie,.
Il se trouve bientôt en désaccord avec les élus des colons, qui réclament des mesures économiques protectionnistes. Frederick Weld dissout alors le Conseil en août 1871. Les élections qui en résultent produisent une majorité d'élus favorables au protectionnisme, que Frederick Weld autorise donc.
Soucieux des droits des Aborigènes, en 1872 il refuse d'accorder la grâce à un colon, d'une famille aisée et influente, condamné à cinq ans de prison pour l'homicide d'un Aborigène. Saisi par la famille du colon, le Bureau des Colonies à Londres réduit la peine à un an, malgré les protestations de Frederick Weld.
En 1874, il valide une proposition de loi du Conseil législatif accordant un gouvernement responsable à la colonie. Là encore, il est désavoué par Londres, qui met un véto à cette loi.

#### Tasmanie
Fait compagnon de l'ordre de Saint-Michel et Saint-Georges en 1875, de 1875 à 1880 il est le gouverneur de Tasmanie, colonie déjà dotée d'un gouvernement responsable. Ses fonctions en tant que gouverneur y sont donc d'ordre cérémoniel plutôt qu'exécutif. Il s'y plaît, explore l'île, et conseille le gouvernement élu par les colons, avec lequel il établit une bonne entente.

#### Établissements des détroits
Fait chevalier de l'ordre de Saint-Michel et Saint-George en 1880, de 1880 à 1887 il est le gouverneur des Établissements des détroits, colonie en Asie du Sud-est couvrant Penang, Singapour et Malacca. Il y retrouve une fonction de gouverneur avec un réel pouvoir exécutif, et s'avère être un dirigeant à la fois talentueux et bon diplomate. En 1885 il est fait chevalier grand-croix de l'ordre de Saint-Michel et Saint-Georges.
Il démissionne en raison de problèmes de santé en 1887, retournant en Angleterre. Il part en pèlerinage en Terre sainte, puis retourne à Singapour en mars 1891 en tant que directeur de la Compagnie d'Exploration et de Développement de Pahang. Là, il y tombe malade d'une fièvre tropical. Revenant en urgence en Angleterre, il y meurt de cette maladie en juillet, à l'âge de 68 ans,.
Le mont Weld (en) et la chaîne Weld (chaîne de montagnes) en Australie-Occidentale portent son nom, attribué par l'explorateur John Forrest.